# Partido Socialista Democrático Italiano
El Partido Socialista Democrático Italiano (en italiano: Partito Socialista Democrático Italiano) fue un partido político italiano socialdemócrata. El PSDI fue hasta la década de 1990 una importante fuerza política italiana, en votos y diputados, siendo el socio más estable de los gobiernos de la Democracia Cristiana.
Su líder Giuseppe Saragat ejerció como presidente de la República Italiana desde 1964 hasta 1971; actualmente, está liderado por Renato D'Andria. 

## Historia

### Los años de la Primera República
El partido fue fundado como Partido Socialista de los Trabajadores Italianos (Partito Socialista dei Lavoratori Italiani) (PSLI) en 1947 por un grupo escindido del Partido Socialista Italiano (PSI), debido a la decisión de este último de unirse al Partido Comunista Italiano (PCI) en el Frente Democrático Popular para las elecciones generales de 1948.
La escisión estuvo dirigida por Giuseppe Saragat y los hijos de Giacomo Matteotti. En 1952, el partido finalmente se convirtió en el Partido Socialista Democrático Italiano, después de unirse con el pequeño Partido Socialista Unitario en 1951.
Tras las elecciones de 1948 entró a formar parte del Gobierno junto a la Democracia Cristiana (DC), el Partido Republicano Italiano (PRI) y el Partido Liberal Italiano (PLI); esta coalición de gobierno, siempre liderada por los democristianos, se mantuvo hasta los años 1960. Durante todo este tiempo la Democracia Cristiana siempre pretendió que el PSI se uniera al Gobierno, ejerciendo el PSDI como mediador.
Con unas recompuestas relaciones entre el PSDI y el PSI, en 1963 se unieron de nuevo para formar el PSI–PSDI Unificados, también conocido como Partido Socialista Unificado (al igual que anteriores formaciones políticas), pero en 1968, después de un mal resultado en las elecciones generales de 1968, ambos partidos se separaron de nuevo. El PSDI no recuperó su nombre hasta 1971; hasta entonces siguió funcionando con el nombre de Partido Socialista Unificado.
En 1980 se unió al partido Democracia Cristiana (DC), el Partido Socialista Italiano (PSI), el Partido Republicano Italiano (PRI) y el Partido Liberal Italiano (PLI) en la coalición de gobierno conocida como el Pentapartito, que gobernó el país hasta 1994 (desde 1991 sin el PRI). Sin embargo, el papel del partido en la coalición fue mínima y fue eclipsado por el más potente PSI.
Con el curso de los años se fue desatando un enfrentamiento dentro del partido: dirigentes como Pietro Longo pedían claramente una nueva reunión con el PSI. Seguían la idea de Bettino Craxi de crear "una gran familia socialista" que incluyera incluso a los postcomunistas Demócratas de Izquierda. Los sectores que exigían la fusión con el PSI abandonarían el partido y se unirían a las filas socialistas en las elecciones de 1989.
El PSDI fue miembro de la Internacional Socialista y del Partido Socialista Europeo, y tuvo representación en el Parlamento Europeo desde 1979 hasta 1994 dentro del Grupo Socialista .

### Decadencia
El PSDI estuvo involucrado en los escándalos corrupción del proceso Manos Limpias y casi desaparecido de la escena política. En las elecciones generales de 1994 los partidos del Pentapartito vieron disminuir bruscamente sus votos y tuvo lugar el ascenso de Forza Italia, liderada por Silvio Berlusconi, que absorbió a muchos votantes del PSDI. 
En enero de 1995 Gian Franco Schietroma fue elegido secretario nacional del partido, sustituyendo Enrico Ferri, que quería unirse a la coalición de centro-derecha Polo de las Libertades. Los seguidores de Ferri abandonaron el partido y crearon la Socialdemocracia Liberal Europea (SOLE), que más tarde se unió al Centro Cristiano Democrático (CCD). 
En 1998, el partido, dirigido por Schietroma, finalmente se unió a Socialistas Italianos, uno de los herederos del desaparecido PSI, para formar los Socialistas Demócratas Italianos. Para entonces, la mayoría de los miembros y votantes del partido se habían unido a otros partidos: Forza Italia (como Carlo Vizzini, líder del partido en 1992-1993), Centro Cristiano Democrático (CCD) (como Enrico Ferri, líder del partido en 1993-1995) y Los Demócratas (como Franco Bruno).

### Refundación
El partido fue refundado en 2004 con el mismo nombre, "Partido Socialista Democrático Italiano", pretendiendo ser la continuación del partido de Saragat, contando sus congresos desde el último del antiguo PSDI. El primer secretario del partido fue Giorgio Carta.

## Resultados electorales
El PSDI tuvo su mejor resultado en su primera cita electoral, en las elecciones generales de 1948, cuando obtuvo el 7,1% de los votos; dicho éxito, que minó mucho al PSI, se debió en parte a la alianza de este último con el PCI en el Frente Democrático Popular. Sus mejores resultados los cosechó en el norte de Italia (el 12,9% en la provincia de Turín, el 11,9% en Cuneo, el 10,6% en Milán, el 13,9% en Sondrio, el 12,6% en Treviso, el 15,9% en Belluno y el 14,9% en Udine)
Entre 1953 y 1987 el apoyo del partido rondó el 4,5% de los votos, con la única excepción de 1963, cuando ganó un 6,1%. En las elecciones generales de 1992, las últimas antes del Tangentopoli, el PSDI obtuvo sólo un 2,7%. El partido mantuvo durante décadas sus plazas fuertes en el noroeste y el noreste, pero desde la década de 1960 comenzó a ganar apoyo en el sur de Italia. En 1987 los bastiones del partido se habían trasladado al sur, especialmente a Apulia, Campania, Basilicata, Calabria y Sicilia, de manera similar a lo que también les pasó a las demás partes del Pentapartito. Esto se debió en parte al crecimiento de los regionalistas en el Norte, unidos en torno a la Liga Norte desde 1991.
Después del proceso Manos Limpias y la crisis política que desencadenó, el PSDI casi ha desaparecido electoralmente, aunque conserva algo de apoyo a nivel local en el sur, especialmente en Apulia. En las elecciones regionales de Apulia de 2005 el partido obtuvo junto con otros partidos menores un 2,2% de los votos y un diputado en el Consejo Regional. Cinco años más tarde ni siquiera fue capaz de presentarse.

## Secretarios
- Giuseppe Saragat (enero de 1947)
- Alberto Simonini (febrero de 1948)
- Ugo Guido Mondolfo (mayo de 1949)
- Ludovico D'Aragona (junio de 1949)
- Giuseppe Saragat (noviembre de 1949)
- Ezio Vigorelli (enero de 1952)
- Giuseppe Romita (mayo de 1952)
- Giuseppe Saragat (octubre de 1952)
- Gian Matteo Matteotti (febrero de 1954)
- Giuseppe Saragat (abril de 1957)
- Mario Tanassi (enero de 1964 - octubre de 1966)
- De 1966 a 1969 el PSDI estaba unificado con el PSI.
- Mauro Ferri (julio de 1969)
- Mario Tanassi (febrero de 1972)
- Flavio Orlandi (junio de 1972)
- Mario Tanassi (junio de 1975)
- Giuseppe Saragat (marzo de 1976)
- Pier Luigi Romita (octubre de 1976)
- Pietro Longo (octubre de 1978)
- Franco Nicolazzi (octubre de 1985)
- Antonio Cariglia (marzo de 1988)
- Carlo Vizzini (mayo de 1992)
- Enrico Ferri (abril de 1993 - 1994)
- Gianfranco Schietroma (1994 - 2004)

## Elecciones generales
| Cámara de Diputados |                 |       |         |                       |                      |                       |
| Año electoral       | Votos           | %     | Escaños | +/–                   | Líder                | Gobierno              |
| 1948                | 1.858.116 (#3)  | 7,07  | 33/574  |                       | Ivan Matteo Lombardo | Gobierno (1948-1951)  |
| 1948                | 1.858.116 (#3)  | 7,07  | 33/574  | Oposición (1951-1953) | Ivan Matteo Lombardo |                       |
| 1953                | 1.222.957 (#6)  | 4,51  | 19/590  | 14                    | Giuseppe Saragat     | Oposición (1953-1954) |
| 1953                | 1.222.957 (#6)  | 4,51  | 19/590  | 14                    | Giuseppe Saragat     | Gobierno (1954-1957)  |
| 1953                | 1.222.957 (#6)  | 4,51  | 19/590  | 14                    | Giuseppe Saragat     | Oposición (1957-1958) |
| 1958                | 1.345.447 (#5)  | 4,55  | 22/596  | 3                     | Giuseppe Saragat     | Gobierno (1958-1959)  |
| 1958                | 1.345.447 (#5)  | 4,55  | 22/596  | 3                     | Giuseppe Saragat     | Oposición (1959-1962) |
| 1958                | 1.345.447 (#5)  | 4,55  | 22/596  | 3                     | Giuseppe Saragat     | Gobierno (1962-1963)  |
| 1963                | 1.876.271 (#5)  | 6,10  | 33/630  | 11                    | Giuseppe Saragat     | Oposición (1963)      |
| 1963                | 1.876.271 (#5)  | 6,10  | 33/630  | 11                    | Giuseppe Saragat     | Gobierno (1963-1968)  |
| 1968                | 4.603.192 (#3)  | 14,48 | 29/630  | 4                     | Francesco de Martino | Oposición (1968)      |
| 1968                | 4.603.192 (#3)  | 14,48 | 29/630  | 4                     | Francesco de Martino | Gobierno (1968-1969)  |
| 1968                | 4.603.192 (#3)  | 14,48 | 29/630  | 4                     | Francesco de Martino | Oposición (1969-1970) |
| 1968                | 4.603.192 (#3)  | 14,48 | 29/630  | 4                     | Francesco de Martino | Gobierno (1970-1972)  |
| 1968                | 4.603.192 (#3)  | 14,48 | 29/630  | 4                     | Francesco de Martino | Oposición (1972)      |
| 1972                | 1.718.142 (#5)  | 5,14  | 29/630  | Sin cambios           | Mauro Ferri          | Gobierno (1972-1974)  |
| 1972                | 1.718.142 (#5)  | 5,14  | 29/630  | Sin cambios           | Mauro Ferri          | Oposición (1974-1976) |
| 1976                | 1.239.492 (#5)  | 3,38  | 15/630  | 14                    | Pier Luigi Romita    | Oposición (1976-1979) |
| 1976                | 1.239.492 (#5)  | 3,38  | 15/630  | 14                    | Pier Luigi Romita    | Gobierno (1979)       |
| 1979                | 1.407.535 (#5)  | 3,84  | 20/630  | 5                     | Pietro Longo         | Gobierno (1979-1980)  |
| 1979                | 1.407.535 (#5)  | 3,84  | 20/630  | 5                     | Pietro Longo         | Oposición (1980)      |
| 1979                | 1.407.535 (#5)  | 3,84  | 20/630  | 5                     | Pietro Longo         | Gobierno (1980-1983)  |
| 1983                | 1.508.234 (#6)  | 4,09  | 23/630  | 3                     | Pietro Longo         | Gobierno (1983-1987)  |
| 1983                | 1.508.234 (#6)  | 4,09  | 23/630  | 3                     | Pietro Longo         | Oposición (1987)      |
| 1987                | 1.140.209 (#6)  | 2,96  | 17/630  | 6                     | Franco Nicolazzi     | Gobierno              |
| 1992                | 1.064.647 (#10) | 2,71  | 16/630  | 1                     | Franco Nicolazzi     | Gobierno              |
| 1994                | 179.495 (#14)   | 0,46  | 0/630   | 16                    | Enrico Ferri         | Extraparlamentario    |

| Senado de la República |                |       |         |     |                      |
| Año electoral          | Votos          | %     | Escaños | +/– | Líder                |
| 1948                   | 943.219 (#4)   | 4,16  | 8/237   | 8   | Ivan Matteo Lombardo |
| 1953                   | 1.046.301 (#6) | 4,31  | 4/237   | 4   | Giuseppe Saragat     |
| 1958                   | 1.164.280 (#4) | 4,45  | 5/246   | 1   | Giuseppe Saragat     |
| 1963                   | 1.743.870 (#5) | 6,35  | 14/315  | 9   | Giuseppe Saragat     |
| 1968                   | 4.354.906 (#3) | 15,22 | 10/315  | 4   | Francesco de Martino |
| 1972                   | 1.613.810 (#5) | 5,36  | 11/315  | 1   | Mauro Ferri          |
| 1976                   | 974.940 (#5)   | 3,10  | 6/315   | 5   | Pier Luigi Romita    |
| 1979                   | 1.320.729 (#5) | 4,22  | 9/315   | 3   | Pietro Longo         |
| 1983                   | 1.184.936 (#6) | 3,81  | 8/315   | 1   | Pietro Longo         |
| 1987                   | 764.370 (#7)   | 2,36  | 5/315   | 3   | Franco Nicolazzi     |
| 1992                   | 853.895 (#10)  | 2,56  | 3/315   | 2   | Franco Nicolazzi     |
| 1994                   | 80.264 (#16)   | 0,24  | 0/315   | 3   | Enrico Ferri         |